# Mona Eltahawy
Mona Eltahawy (àrab: منى الطحاوى, Munà aṭ-Ṭaḥāwī) (Port Saïd, 1 d'agost de 1967) és una periodista, escriptora i militant feminista egípcio-estatunidenca amb residència al Caire i Nova York.

## Biografia
Va adquirir la ciutadania estatunidenca l'any 2011 després de patir un atac en el qual la van violar i li van trencar un braç i una cama a la Plaça Tahrir mentre cobria els esdeveniments de la revolució egípcia. Ha escrit anàlisis i editorials per a publicacions del món sencer sobre Egipte i el món islàmic, sobre els problemes de les dones i altres temes polítics i socials. El seu treball s'ha publicat sobretot al The Washington Post, al The New York Times, al The Christian Science Monitor i al Miami Herald.
Ha estat també analista de ràdio i televisió a més de donar conferències en universitats i participar en col·loquis en trobades interreligiosos sobre drets humans i la reforma del món islàmic, el feminisme i les relacions islamo-cristianes. Parla sobre els drets de les dones al món àrab i s'oposa a les mutilacions genitals femenines. El seu primer llibre contra la misogínia en el món àrab Headscarves and Hymens: Why the Middle East Needs a Sexual Revolution ("Mocadors i hímens - Perquè Orient Mitjà ha de fer la revolució sexual") va ser publicat al maig de 2015. Denúncia «una mescla tòxica de cultura i de religió» i en particular la difusió de la interpretació ultraconservadora que arriba d'Aràbia Saudita.

## Obra
- Headscarves and Hymens: Why the Middle East Needs a Sexual Revolution (2015)[5][6]

## Premis i reconeixements
- Premi Samir Kassir per a la llibertat de premsa l'any 2009.[7]
- Premi de la Fundació Anna Lindh l'any 2010.
- Ha estat classificada 258a entre les 500 persones del món àrab més influents al món, per la revista CEO Middle East l'any 2012.[8]
- Va ser seleccionada com una de les 100 dones àrabs més influents del món, per la revista CEO Middle East (30a al març de 2013 i 62a al març de 2015), pel seu activisme cultural i social.[9][10]